# الاستثمار المسؤول اجتماعيا

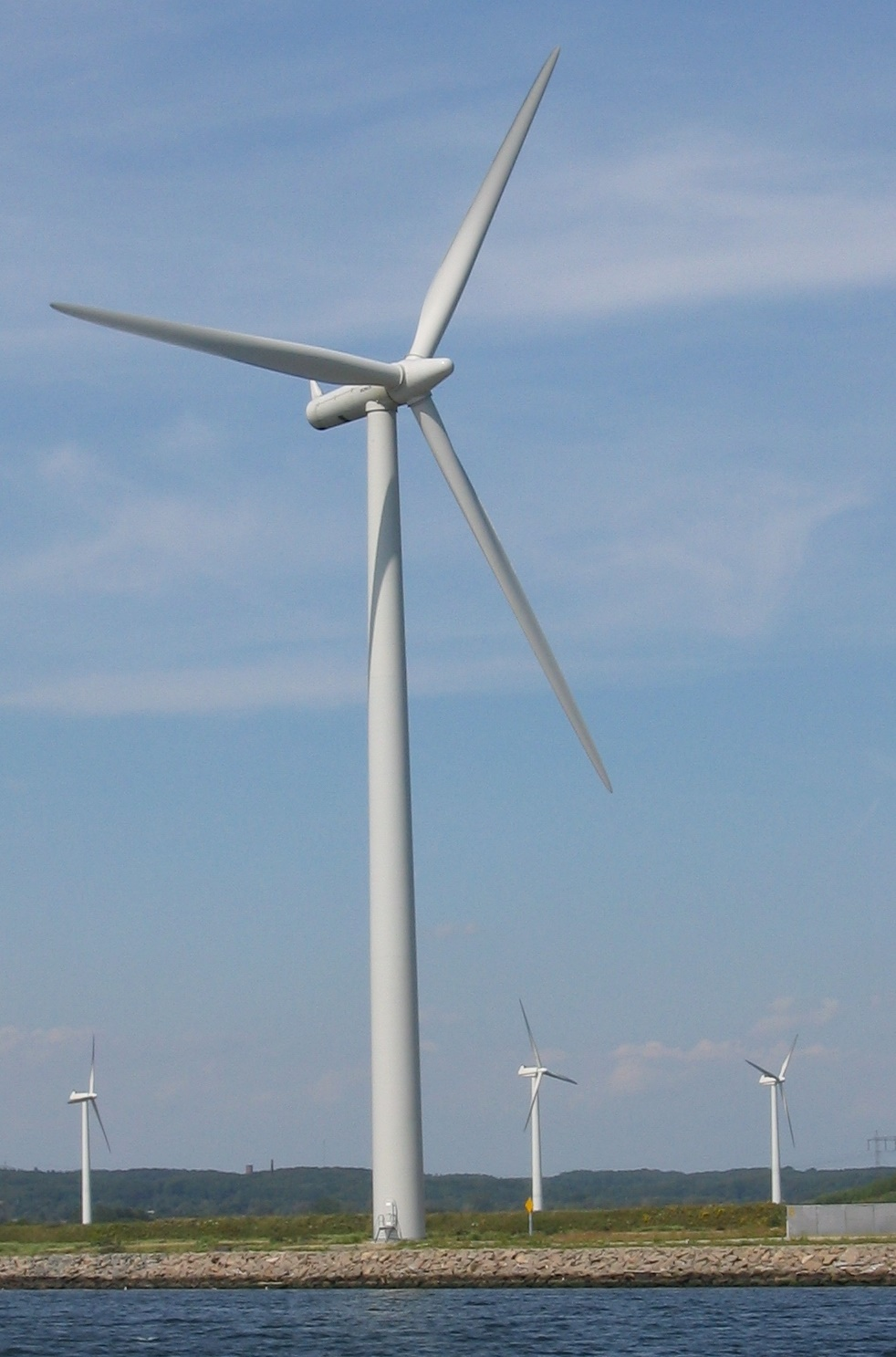
الطاقة المستدامة: أحد أشكال الاستثمار المستدام

الاستثمار المسؤول اجتماعيا ("Socially responsible investing "SRI)، الاستثمار الاجتماعي (social investment)، المستدام واعية اجتماعيا (sustainable socially conscious)، «الأخضر»("green") أو الاستثمار الأخلاقي (ethical investing)، أي استثمار استراتيجي يسعى على الحصول على عائد مالي وصالح عام اجتماعي وبيئي جيد، بغرض إحداث تغير اجتماعي إيجابي من قبل الأنصار والمؤيدين.:4 غالبًا ما تشكل الاستثمارات المسؤولة اجتماعيًا نسبة صغيرة من إجمالي الأموال المستثمرة من قبل الشركات ومليئة بالعقبات.:4
في الآونة الأخيرة، أصبح يُعرف أيضًا باسم «الاستثمار المستدام» أو (الاستثمار المسؤول اجتماعيا) «الاستثمار المسؤول» (responsible investing). هناك أيضًا مجموعة فرعية من «الاستثمار المسؤول اجتماعيا» تُعرف باسم «الاستثمار المؤثر»، وهي مكرسة للخلق الواعي للتأثير الاجتماعي من خلال الاستثمار.
بشكل عام، المستثمرين المسؤولبن اجتماعيا يشجعون ممارسات الشركات التي يعتقدون أنها تعزز المحافظة على البيئة، حماية المستهلك، حقوق الإنسان، والتنوع العرقي أو الجنس. ينظر بعض ر.س تجنب الاستثمار في الشركات أن يكون لها آثار اجتماعية سلبية مثل المشروبات الكحولية، التبغ، الوجبات السريعة، القمار، إباحية، أسلحة، الوقود الأحفوري أو إنتاج وصناعة الأسلحة. يتم أحيانًا تلخيص مجالات الاهتمام التي يعترف بها ممارسو (SRI) تحت عنوان الممارسات البيئية والاجتماعية وحوكمة الشركات (ESG) وقضايا: البيئة، والعدالة الاجتماعية، وحوكمة الشركات.
يعد الاستثمار المسؤول اجتماعيًا أحد المفاهيم والأساليب العديدة ذات الصلة التي تؤثر، وفي بعض الحالات، تحكم كيفية قيام مديري الأصول باستثمار المحافظ. يشير مصطلح «الاستثمار المسؤول اجتماعيًا» أحيانًا بشكل ضيق إلى الممارسات التي تسعى إلى تجنب الضرر من خلال فحص الشركات لمخاطر الحوكمة البيئية والاجتماعية والمؤسسية قبل تقرير ما إذا كان ينبغي إدراجها في محفظة الاستثمار أم لا. ومع ذلك، يستخدم المصطلح أيضًا على نطاق أوسع ليشمل ممارسات أكثر استباقية مثل الاستثمار المؤثر، ومناصرة المساهمين والاستثمار المجتمعي. بحسب المستثمر آمي دوميني مناصرة المساهمين والاستثمار المجتمعي ركائز الاستثمار المسؤول اجتماعيًا، في حين أن إجراء الفحص السلبي فقط غير كافٍ.
تركز بعض شركات التصنيف بشكل خاص على تصنيفات المخاطر البيئية والاجتماعية وحوكمة الشركات لأنها يمكن أن تكون «أداة قيمة لمديري الأصول».  شركات التصنيف هذه بتقييم الشركات والمشاريع بناءً على العديد من عوامل الخطر وعادةً ما تخصص درجة إجمالية لكل شركة أو مشروع يتم تقييمه. تنشر الشركات تقارير عن نتائج مخاطر الحوكمة البيئية والاجتماعية والمؤسسية (ESG).

## روابط خارجية
- مبادئ الأمم المتحدة للاستثمار المسؤول
- Moskowitz Prize -Quantitative Research in the field of Socially Responsible Investing
- Socially Responsible Investing at Appropedia
- Socially Responsible Investing Basics from the Forum for Sustainable and Responsible Investment
- The World Bank, (2010) Water and Climate Change: Understanding the Risks and Making Climate-Smart Investment Decisions.
- Invest with Values – The Investor's Gateway to Socially Responsible Investing resources, topics and organizations

قالب:Investment-management
قالب:Social accountability